# Лејк Вилиџ (Арканзас)
Лејк Вилиџ (енгл. Lake Village) град је у америчкој савезној држави Арканзас.

## Демографија
По попису из 2010. године број становника је 2.575, што је 248 (-8,8%) становника мање него 2000. године.
| Група             | 2000.         | 2010.         |
| Белци             | 1.139 (40,3%) | 912 (35,4%)   |
| Афроамериканци    | 1.585 (56,1%) | 1.558 (60,5%) |
| Азијати           | 32 (1,1%)     | 21 (0,8%)     |
| Хиспаноамериканци | 39 (1,4%)     | 73 (2,8%)     |
| Укупно            | 2.823         | 2.575         |